# Gavin Henson
Gavin Henson (* 1. Februar 1982 in Bridgend) ist ein ehemaliger walisischer Rugby-Union-Spieler, der für die Ospreys in der Magners League und für die walisische Nationalmannschaft spielte. Er gehörte zur Mannschaft, die 2005 und 2008 den Grand Slam bei den Six Nations gewinnen konnte. Henson konnte auf den Positionen Innendreiviertel, Verbinder und Schlussmann spielen.

## Karriere

### 2000–2004
Henson begann während seiner Schulzeit mit dem Rugby und ging mit 18 Jahren zu seinem ersten Profiverein, dem Swansea RFC. Bereits nach seiner ersten Saison wurde er vom Weltverband IRB zum besten Nachwuchsspieler des Jahres gewählt. Im Juni 2001 gab er sein Debüt für die walisische Nationalmannschaft bei einem Länderspiel gegen Japan, bei dem er eingewechselt wurde. Gegen Rumänien im September des gleichen Jahres spielte er erstmals von Anfang an für Wales. Im November gelang ihm sein erster Versuch im Trikot der Nationalmannschaft.
2003 wurde die bis dahin bekannte Ligastruktur in Wales zerbrochen, um regionale Teams zu gründen, die im internationalen Vergleich so mehr Chancen haben sollten. Hensons Verein Swansea fusionierte mit dem Neath RFC und firmierte von da an als Ospreys. Er lief erstmals im September für die neu entstandene Mannschaft auf, als man auf Ulster traf. Er erzielte dabei zwei Versuche und insgesamt 15 Punkte. Im darauf folgenden Spiel gegen die Newport Gwent Dragons gelangen ihm auf der Verbinderposition 14 Zähler. In jenem Jahr bestritt er auch zwei weitere Länderspiele für Wales. Henson erlangte 2004 den Status eines internationalen Topspielers, als er bei Testspielen der Nationalmannschaft gegen Neuseeland und Südafrika mit hervorragenden Leistungen weiter auf sich aufmerksam machte. Dabei wechselte er zwischen den Positionen Innendreiviertel und Schluss.

### 2005
Bei den Six Nations 2005 war er ebenfalls Teil des walisischen Kaders. Beim ersten Turnierspiel gegen England sorgte er für großes Aufsehen, als er durch einen Straftritt aus über 40 Metern die entscheidenden Punkte für seine Mannschaft zum 11:9-Sieg erzielte. Zuvor hatte er während des ganzen Spiels seine Gegenspieler dominiert. Nach enttäuschenden Jahren bei den Six Nations hofften die walisischen Anhänger nun auf eine Wende und ein erfolgreiches Abschneiden bei diesem traditionsreichen Turnier. Die Mannschaft konnte die Erwartungen der Fans nach dem Sieg über England erfüllen und sicherte sich am Ende des Turniers den Grand Slam.
Im selben Jahr gelang ihm mit den Ospreys der Titel in der Celtic League durch einen 29:12-Sieg im Finale gegen Edinburgh. Henson erzielte dabei allein 24 Punkte und war in der ganzen Saison einer der Schlüsselspieler für den Erfolg der Mannschaft. Das Jahr ging zunächst äußerst positiv weiter, denn er wurde für die Tour der British and Irish Lions nominiert. Trotz der Zusage, dass er im ersten Spiel der Lions mit dabei sein würde, setzte Trainer Clive Woodward Henson jedoch auf die Bank und ließ ihn erst bei der zweiten Partie auflaufen, bei der er sich verletzte und somit zum Abschluss der Tour fehlte. Henson zeigte wenig Verständnis für Woodwards Entscheidung, dessen Teamführung auch in der Öffentlichkeit äußerst umstritten war. Im Oktober veröffentlichte er ein Buch mit dem Titel „My Grand Slam Year“, das sich mit Geschehnissen dieser Saison auseinandersetzte. Für einige darin getroffene Kommentare gegenüber Mitspielern entschuldigte er sich später öffentlich.

### 2006 – heute
Im Anschluss an die nicht gelungene Tour der Lions zog er sich eine Leistenverletzung zu, die ihn bis zum Ende des Jahres daran hinderte, seinem Sport nachzugehen. Erst im Dezember kehrte er zurück. Während eines Spiels gegen die Leicester Tigers schlug er einen Gegenspieler mit dem Ellbogen und wurde dafür zunächst für zehn Wochen gesperrt. Nach weiteren Verhandlungen wurde die Sperre jedoch auf sieben Wochen reduziert. Nach nur einem Vereinsspiel nach seiner Zwangspause wurde er im Spiel der Waliser gegen Irland bei den Six Nations 2006 eingesetzt und zeigte eine schwache Leistung. Das Spiel ging mit 31:5 verloren. Am Ende des Turniers blieb Wales nach einem Sieg über Schottland und einem Unentschieden zu Hause gegen Italien nur der fünfte Platz.
Henson wurde nach mittelmäßigen Leistungen und einer langwierigeren Verletzung nicht für den Kader zur Weltmeisterschaft 2007 nominiert. In der Öffentlichkeit wurde auch immer wieder Kritik an ihm laut, er würde sich zu sehr auf sein Image und sein Äußeres konzentrieren und dabei seinen Sport vernachlässigen. Aufgrund des enttäuschenden Abschneidens der Waliser bei der WM wurde Trainer Gareth Jenkins nach dem Turnier entlassen und Henson kehrte wieder in die Nationalmannschaft zurück. Bei den Six Nations 2008 stand er bei allen Spielen auf dem Platz und zeigte durchweg gute Leistungen. Am Ende des Turniers konnte er mit seiner Mannschaft den erneuten Gewinn des Grand Slams feiern. Er hat in seiner Karriere noch kein einziges Spiel bei den Six Nations verloren, bei dem er in der Startformation stand. Wie schon 2005 folgte auf den Sieg beim Sechs-Nationen-Turnier der Gewinn eines Titels mit den Ospreys. Diesmal sicherte sich das Team den EDF Energy Cup durch einen 23:6-Sieg über Leicester.

## Privatleben
Henson lebt mit der walisischen Sängerin Charlotte Church zusammen. Die beiden haben eine Tochter namens Ruby Megan und einen Sohn. Aufgrund ihrer Bekanntheit und des extravaganten Auftretens Hensons auf und neben dem Feld wurde das Paar bereits mit David und Victoria Beckham verglichen. Er ist als Werbefigur sehr gefragt und hat unter anderem Nike beworben.